# 山下結衣
山下 結衣（やました ゆい、2006年11月22日 ）は、日本の元女優、元歌手。lovely²の元メンバー(リーダー)。

## 来歴
2020年7月から、ガールズ×戦士シリーズ第4作となる「ポリス×戦士 ラブパトリーナ!」に青瀬コハナ/ラブパトブルー役で出演し、同番組から派生したユニット・lovely²のメンバーとして活動していた。
2021年4月28日に発売されるGirls2の4thEP「Girls Revolution/Party Time!」に収録されている楽曲、「Girls Revolution」「STARRRT!」にlovely2として参加した。

## 人物
- EXPG STUDIO FUKUOKA 出身[2]
- 個人のインスタでlovely²の芸能界引退後復帰はしないことをかたっている。

## 出演

### テレビ
- ガールズ×戦士シリーズ （テレビ東京）
  - ポリス×戦士 ラブパトリーナ!（2020年7月26日 - 2021年6月27日、テレビ東京） - 青瀬コハナ/ラブパトブルー役[3]
  - ビッ友×戦士 キラメキパワーズ! - 青瀬コハナ/ラブパトブルー　役　
    - 第7話（2021年8月22日）

#### テレビアニメ
- トミカ絆合体 アースグランナー第51話（2021年3月28日、テレビ大阪） - 青瀬コハナ/ラブパトブルー役（ゲスト出演）[5]

### 映画
- 劇場版 ひみつ×戦士 ファントミラージュ! 〜映画になってちょーだいします〜（2020年7月23日） - 役
- 劇場版 ポリス×戦士 ラブパトリーナ! ～怪盗からの挑戦！ ラブでパパッとタイホせよ！～（2021年5月21日） - 青瀬コハナ/ラブパトブルー役[6]